# Ewa Dutkiewicz
Ewa Dutkiewicz (* 1978 in Stettin) ist eine deutsche prähistorische Archäologin. 

## Biographie
Ewa Dutkiewicz studierte von 2001 bis 2005 Altorientalistik und Vorderasiatische Archäologie an der Freien Universität Berlin. Nach dem anschließenden Auslandsstudium in Lyon wechselte sie an die Universität Tübingen und studierte dort Ur- und Frühgeschichte (Magister 2012, Die Grotte de La Verpillière I - 150 Jahre Forschungsgeschichte). Ihre wissenschaftliche Laufbahn vertiefte sie mit einer Promotion (2018), in der sie sich auf paläolithische Zeichen und Symbolik spezialisierte. Von 2011 bis 2018 war sie als Kuratorin für die konzeptionelle Entwicklung und wissenschaftliche Begleitung des Archäoparks Vogelherd verantwortlich. Seit 2019 ist sie als Kuratorin im Museum für Vor- und Frühgeschichte in Berlin tätig, wo sie insbesondere die Steinzeitabteilung betreut. Seit 2024 forscht sie zudem als Postdoc im ERC-Projekt EVINE, das sich mit der visuellen Informationsverarbeitung in der frühen Menschheitsgeschichte beschäftigt. Ewa Dutkiewicz ist ehrenamtliche Geschäftsführerin der Berliner Gesellschaft für Anthropologie, Ethnologie und Urgeschichte.
Aufmerksamkeit erlangte sie 2024 durch die in der Presse als sensationell dargestellte Entdeckung des bislang frühesten belegten Mehrkomponentenklebers – hergestellt von Neandertalern vor über 40.000 Jahren. Ihre Forschung gilt als Meilenstein für das Verständnis der kognitiven Fähigkeiten früher Menschen.

## Veröffentlichungen (Auswahl)
- 3D models of some figurines from the Swabian Aurignacian. New insights into the markings In: Images, Gestures, Voices, Lives - What can we learn from palaeolithic art? Heidelberg University Publishing 2025, ISBN 978-3-96822-291-2, S.205–222
- Zeichen: Markierungen, Muster und Symbole im Schwäbischen Aurignacien. Kerns, Tübingen 2021, ISBN 978-3-935751-34-6 (Dissertation)
- mit Nicholas J. Conard, Michael Bolus, Sibylle Wolf: Eiszeitarchäologie auf der Schwäbischen Alb. Die Fundstellen im Ach- und Lonetal und in ihrer Umgebung Kerns, Tübingen 2015, ISBN 978-3-935751-24-7